# Ridin' for Justice
Ridin' for Justice é um filme de faroeste produzido nos Estados Unidos, dirigido por D. Ross Lederman e lançado em 1932.